# Hồ Tế (Tam Quốc)
Hồ Tế (tiếng Trung: 胡濟; bính âm: Hu Ji; ? - 256?), tự Vĩ Độ (偉度), là quan viên, tướng lĩnh nhà Quý Hán thời Tam Quốc trong lịch sử Trung Quốc.

## Cuộc đời
Hồ Tế quê ở huyện Nghĩa Dương, quận Nam Dương, sau phân chia thành thành quận Nghĩa Dương, Kinh châu.
Hồ Tế ban đầu giữ chức Chủ bộ trong phủ Thừa tướng Gia Cát Lượng, làm người trung hậu thành thật, có gan nói thẳng, nhiều lần tiến gián. Gia Cát Lượng vô cùng thưởng thức Hồ Tế, đem Tế ví với Thôi Châu Bình, Từ Thứ, Đổng Hòa, là những người bạn có thể khuyên can, chỉ ra khuyết điểm của bản thân.
Năm 231, Hồ Tế giữ chức Hành Trung tòng quân, Chiêu Vũ trung lang tướng, cùng các quan viên văn võ dâng thư lên Hậu chủ xin phế Lý Nghiêm.
Năm 234, Gia Cát Lượng qua đời, Hồ Tế chuyển chức Trung điển quân, phong tước Thành Dương đình hầu. Hồ Tế cùng Đổng Doãn, Phí Y có giao tình, từng cùng hẹn du yến. Sau thăng chức Trung giám quân, Tiền tướng quân.
Năm 248, Trấn Bắc đại tướng quân, Hán Trung đô đốc Vương Bình qua đời. Triều đình lấy Hồ Tế kế tục Vương Bình đốc Hán Trung, trao Tiết phù, lĩnh Thứ sử Duyện châu, sau thăng chức Trấn Tây đại tướng quân.
Năm 256, Đại tướng quân Khương Duy bắc phạt Tào Ngụy, cùng Hồ Tế hẹn hội quân ở Thượng Khuê, nhưng Tế không dẫn quân tới, khiến Khương Duy bị tướng Ngụy là Đặng Ngải đánh bại ở Đoạn Cốc. Đây là thất bại lớn nhất của quân Quý Hán từ sau trận Di Lăng. Hồ Tế không những không bị trách tội mà còn được thăng chức Hữu Phiêu kỵ tướng quân.
Năm 258, Khương Duy đưa ra sách lược phòng thủ mới, Hồ Tế bị giải trừ trọng trách, trở thành thuộc cấp của Khương Duy, cùng Giám quân Vương Hàm, Hộ quân Tưởng Bân chia nhau đóng giữ các yếu điểm Hán Thọ, Lạc Thành, Hán Thành. Từ nay không còn ghi chép về Hồ Tế.

## Gia đình
- Hồ Bác (胡博), em trai của Hồ Tế, từng giữ chức Trường Thủy hiệu úy, Thượng thư.[2][4]

## TrongTam quốc diễn nghĩa
Trong tiểu thuyết Tam quốc diễn nghĩa, Hồ Tế xuất hiện từ hồi 91 đến hồi 116. Khi Gia Cát Lượng bắc phạt lần thứ tư, Hồ Tế giữ chức Hành tòng quân, Chiêu Vũ trung lang tướng đi theo. Khương Duy bắc phạt lần thứ sáu, lấy Hồ Tế làm hậu quân. Khi Hoàng Hạo lộng quyền, Khương Duy rút về Đạp Trung, ra lệnh cho Hồ Tế giữ thành Hán Thọ. Đến khi Chung Hội đánh hạ Hán Trung, Hồ Tế không địch lại, bỏ thành chạy về Thành Đô cầu viện.